# Arguel (Doubs)
Arguel ist eine Ortschaft und eine ehemalige französische Gemeinde mit zuletzt 273 Einwohnern (Stand 2016) im Département Doubs in der Region Bourgogne-Franche-Comté. Sie gehörte zum Arrondissement Besançon und zum Kanton Besançon-5.
Mit Wirkung vom 1. Januar 2019 wurden die früheren Gemeinden Fontain und Arguel zur namensgleichen Commune nouvelle Fontain zusammengeschlossen. Den ehemaligen Gemeinden wurde in der neuen Gemeinde der Status einer Commune déléguée nicht zuerkannt. Der Verwaltungssitz befindet sich im Ort Fontain.

## Geographie
Arguel liegt auf 380 m, etwa fünf Kilometer südwestlich der Stadt Besançon. Das Dorf erstreckt sich im westlichen Jura in einer Talmulde oberhalb von Beure und südlich des Doubstals.
Das Gebiet umfasst einen Abschnitt des westlichen Juras. Der nördliche Teil weist größere Reliefunterschiede auf und wird vom System der Jura-Randkette eingenommen, die parallel zum Doubstal verläuft. Mit 507 m wird auf der Höhe südwestlich des Dorfes die höchste Erhebung von Arguel erreicht. Das Tälchen von Arguel öffnet sich nach Nordosten zum Tal des Ruisseau des Mercureaux, der bei Beure in den Doubs mündet. Durch einen markanten Vorsprung, auf dem die mittelalterliche Burg stand, wird es vom Doubstal getrennt. Nach Süden erstreckt sich das Areal über die teils von Wies- und Ackerland, teils von Wald bestandene Ebene des sogenannten ersten Juraplateaus bis an den Rand des Grand Bois.
Nachbarorte von Arguel sind Beure im Norden, Fontain im Osten, Montrond-le-Château im Süden sowie Pugey im Westen.

## Geschichte
Im Mittelalter bildete Arguel eine bedeutende Herrschaft unter der Oberhoheit der Freigrafschaft Burgund. Die Burg wurde im Jahr 1674 von Truppen des Königs Ludwig XIV. zerstört. Zusammen mit der Franche-Comté gelangte das Dorf mit dem Frieden von Nimwegen 1678 definitiv an Frankreich.

## Bevölkerung
| Bevölkerungsentwicklung | Bevölkerungsentwicklung |
| Jahr                    | Einwohner               |
| ----------------------- | ----------------------- |
| 1962                    | 78                      |
| 1968                    | 109                     |
| 1975                    | 175                     |
| 1982                    | 235                     |
| 1990                    | 240                     |
| 1999                    | 218                     |
| 2006                    | 242                     |
| 2016                    | 273                     |

Nachdem die Einwohnerzahl in der ersten Hälfte des 20. Jahrhunderts stets im Bereich zwischen 60 und 90 Personen gelegen hatte, wurde seit Beginn der 1960er Jahre ein deutliches Bevölkerungswachstum verzeichnet. Seither hat sich die Einwohnerzahl fast verdreifacht.

## Sehenswürdigkeiten

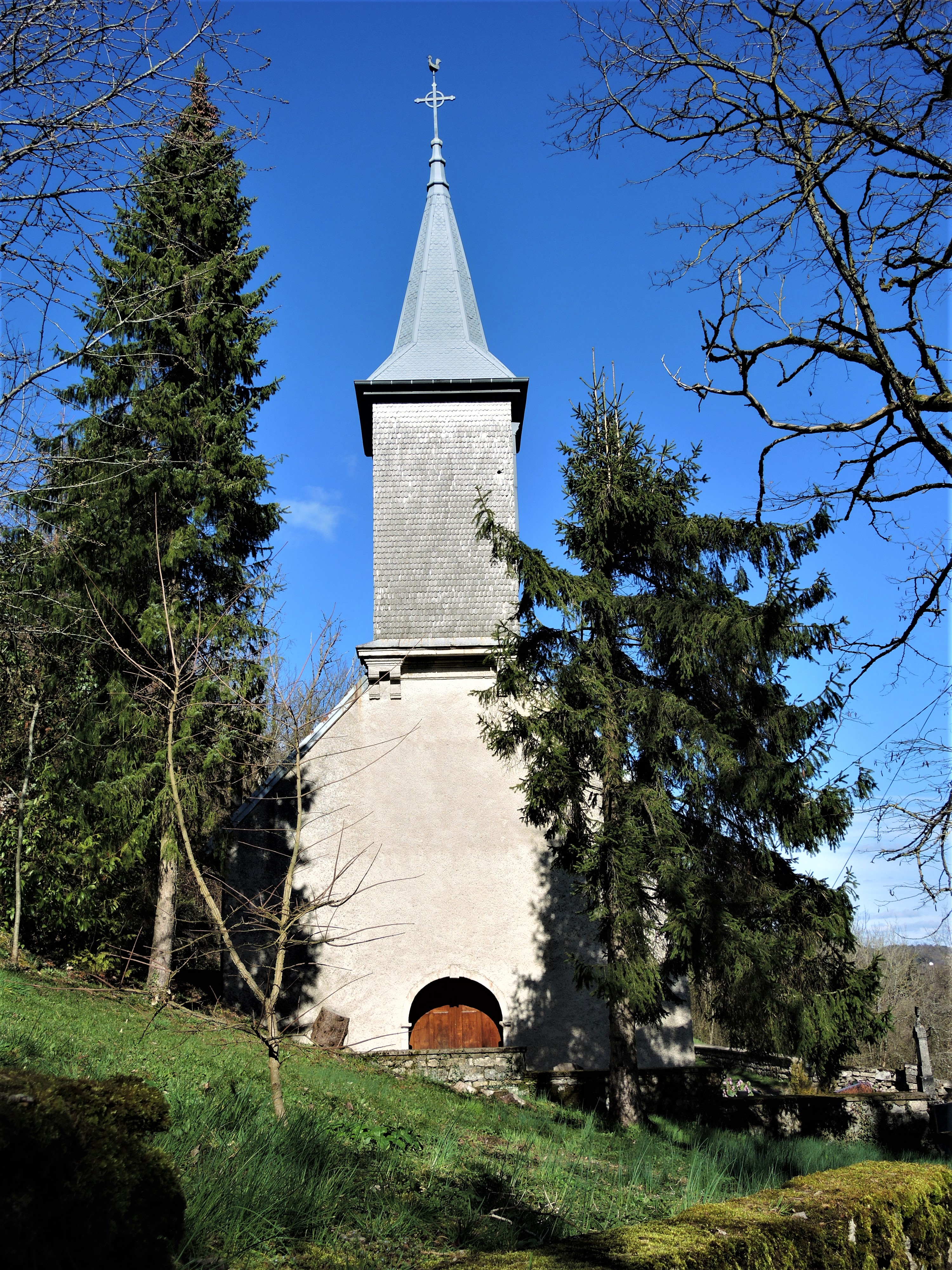
Kirche Saint-Hippolyte

Die Dorfkirche Saint-Hippolyte wurde Ende des 17. Jahrhunderts zum Teil mit dem Steinmaterial der zerstörten mittelalterlichen Burg errichtet. Sie besitzt bemerkenswerte Holzstatuen aus dem 15. und 16. Jahrhundert. Auf dem schmalen Felsvorsprung zwischen Arguel und dem Doubstal befinden sich die Ruinen der Burg Arguel. Das Fort Rolland wurde 1871 als Teil des Festungssystems um die Stadt Besançon erbaut.

## Wirtschaft und Infrastruktur
Arguel war bis weit ins 20. Jahrhundert hinein ein vorwiegend durch die Landwirtschaft (Ackerbau, Obstbau und Viehzucht) geprägtes Dorf. Daneben gibt es heute einige Betriebe des lokalen Kleingewerbes. Mittlerweile hat sich das Dorf auch zu einer Wohngemeinde gewandelt. Viele Erwerbstätige sind deshalb Wegpendler, die in der Agglomeration Besançon ihrer Arbeit nachgehen.
Die Ortschaft liegt abseits der größeren Durchgangsstraßen an einer Departementsstraße, die von Beure nach Cléron führt. Der nächste Anschluss an die Autobahn A36 befindet sich in einer Entfernung von ungefähr 14 Kilometern. Eine weitere Straßenverbindung besteht mit Fontain.